# Brücken über die Linzer Straße und die Schloßallee

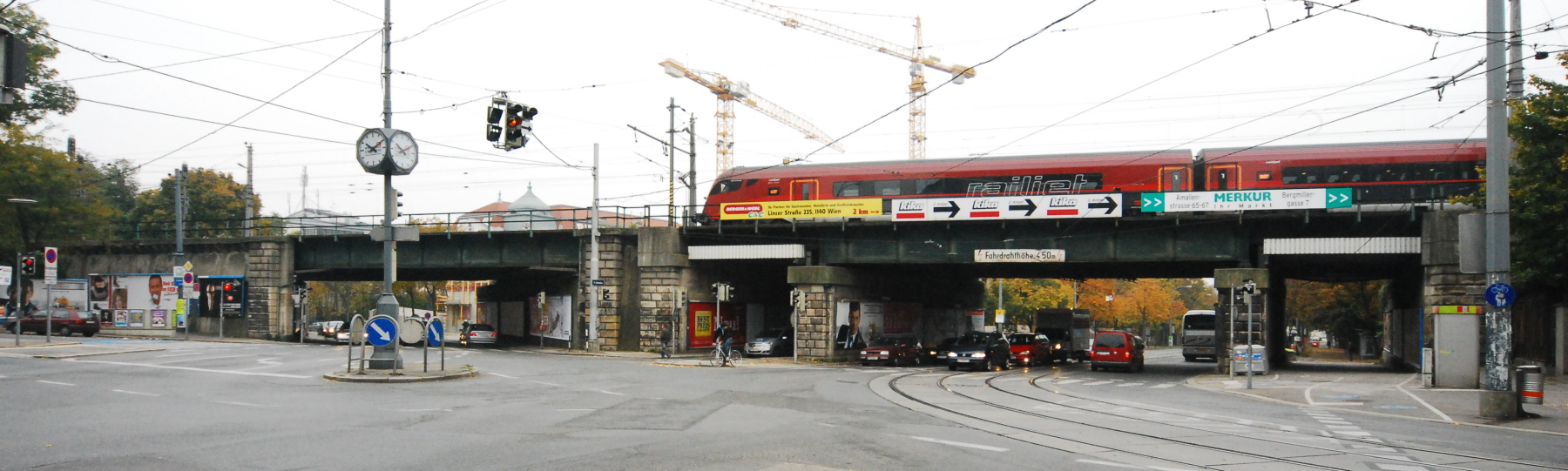
Die Brücken über die Linzer Straße (links) und die Schloßallee (rechts)

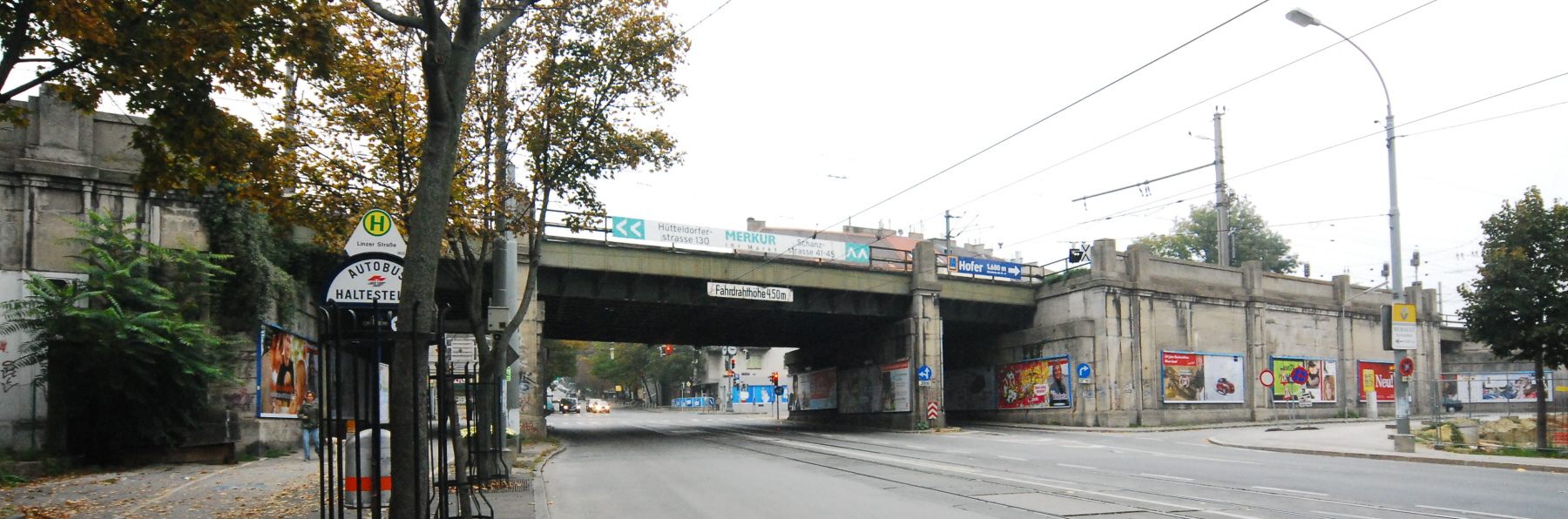
Brücke über die Schloßallee – Südseite

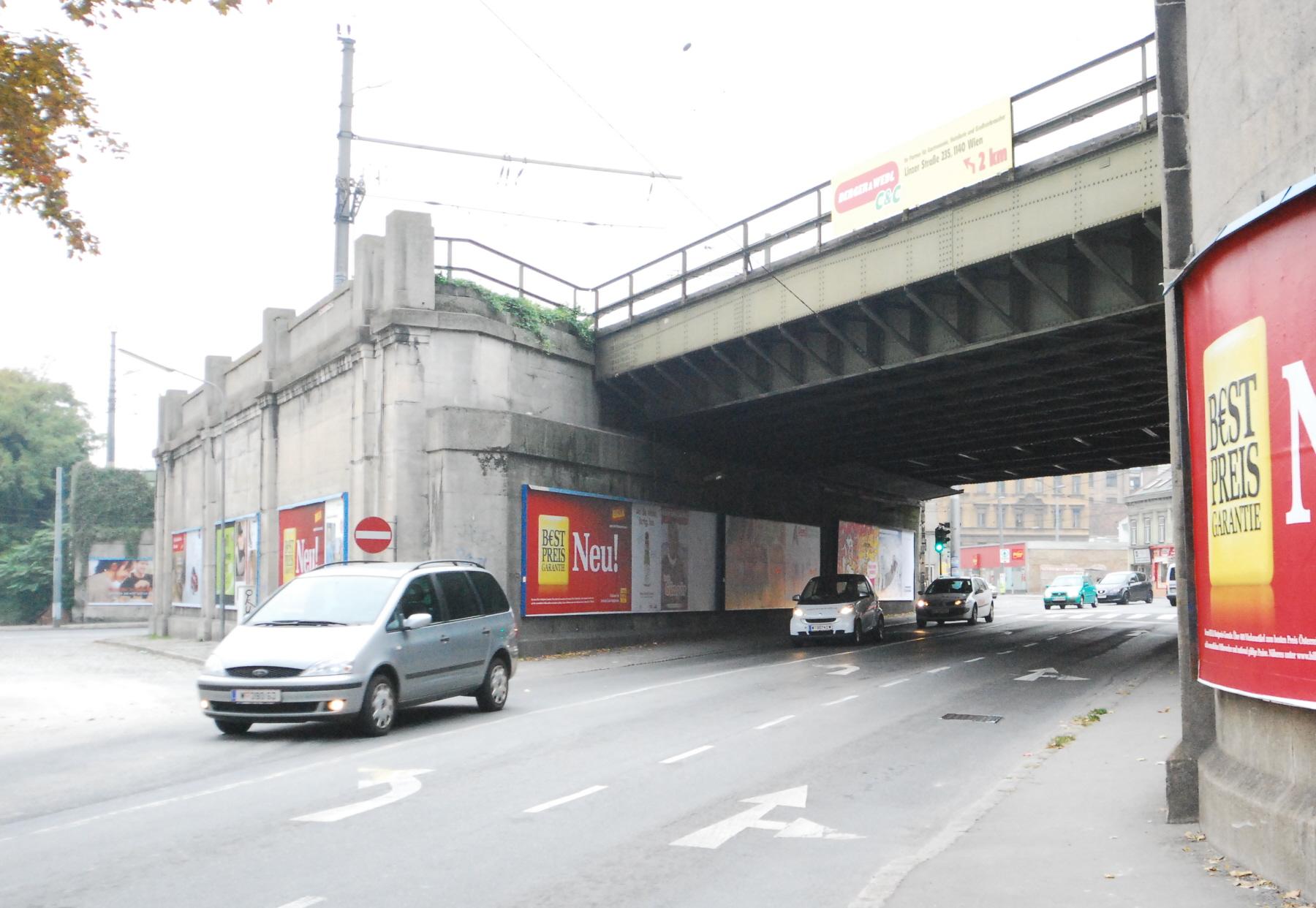
Brücke über die Linzer Straße – Südseite

Die Brücken über die Linzer Straße und die Schloßallee im 14. Wiener Gemeindebezirk Penzing sind zwei Brücken der Westbahnstrecke.

## Geschichte
Errichtet wurden die beiden zweigleisigen Brücken mit Parallelträgern im Jahr 1858, wobei sich jene über die heutige Schloßallee kontinuierlich über alle drei Öffnungen erstreckte. Die Widerlager, Flügel und Pfeiler bestanden aus Ziegelmauerwerk mit Quaderarmierung, welches zum Zeitpunkt des Umbaues in gutem Zustand war. Dass die eisernen Tragwerke beider Brücken bedeutende Korrosionsschäden zeigten und eine Verstärkung, um die gestiegenen Anforderungen des Bahnverkehrs weiter erfüllen zu können, nicht möglich war, machte deren Ersatz notwendig.
Die wirtschaftliche Situation des Jahres 1919 erlaubte lediglich einen Ersatz der Tragwerke, ohne die bestehende Anordnung der Pfeiler zu verändern. Auf Weisung des Staatsamtes beschränkte sich der von der Staatsbahndirektion Wien-West erstellte Plan lediglich auf das Zweckmäßige und unbedingt Erforderliche.
Im März 1920 wurde die Wiener Eisenbau A. G. vom Staatsamt für Verkehrswesen mit der Detailplanung, Lieferung und Montage der neuen Tragwerke beauftragt. Gefordert wurde, dass durch die Bauarbeiten an den beiden am westlichen Ende des Westbahnhofes gelegenen Brücken der Bahnverkehr so wenig wie möglich gestört werden sollte.
Ab August 1920 wurden in einer ersten Bauphase die bestehenden Widerlager und Pfeiler an die neuen Verhältnisse angepasst. Dazu war es notwendig, jeweils ein Ende eines Tragwerkes auf Holzkonstruktionen zu lagern, während das andere Ende auf dem Mauerwerk auflag. Diese Bauarbeiten dauerten bis Juni 1921.
Am 23. und 24. Juni 1921 wurde für 36 Stunden das Gleis 1 gesperrt. In dieser Zeit wurden die Tragwerke unter Einsatz von zwei Kränen ausgehoben und die neuen eingesetzt. Nach der erfolgten Belastungsprobe konnte am Abend des 24. Juni der Verkehr auf Gleis 1 wieder aufgenommen werden. Die Arbeiten am Gleis 2 wurden am 4. und 5. August durchgeführt. Bis Ende September 1921 wurden die letzten Arbeiten wie etwa die Montage der Konsolen für die Gehwege und das Aufstellen der Brückengeländer durchgeführt.
1922 fasste die Bundesbahnverwaltung den Beschluss, beide Brücken um je zwei Gleise zu verbreitern und gleichzeitig durch die Errichtung entsprechend breiter Widerlager die bauliche Möglichkeit zu schaffen, die Tragwerke für ein fünftes Gleis aufzunehmen.
Bei diesen Arbeiten wurden die bestehenden Mauerfluchten ebenso übernommen wie die Höhe der Brückenunterkanten. Die neuen Brückentragwerke wurden südlich der bestehenden Gleisanlage angeschlossen. Mit den Brückenbauarbeiten wurde nach einer öffentlichen Ausschreibung wieder die Wiener Eisenbau A. G. beauftragt.
Der Aushub der Fundamente begann am 16. Oktober 1922 und bereits am 18. Oktober konnten mit Unterbrechungen die bis September 1923 dauernden Betonierungsarbeiten durchgeführt werden. Zuletzt fertiggestellt wurde das östliche Widerlager für die Brücke über die Linzer Straße.
Die neuen Brücken wurden aus je acht frei aufliegenden vollwandigen Hauptträgern errichtet. Um die Möglichkeit zu besitzen, später auch auf den Brücken Weichenanlagen errichten zu können, wurde als Bauweise eine sogenannte oben liegende beschotterte Fahrbahn gewählt.
Mit den Arbeiten für den Einbau der Tragwerke wurde Anfang Juni 1923 begonnen, abgeschlossen wurden die Arbeiten am 27. Oktober 1923. Im Anschluss daran folgten die Fertigstellung des Anstrichs und das Verlegen der Gleisanlagen.
Bis in die 1970er Jahre fuhr die Straßenbahn in der Schloßallee durchgehend auf einem seitlichen Gleiskörper. Die Brücke wurde von der Straßenbahn mit einer kurzen eingleisigen Strecke im Wechselbetrieb unterfahren. Dann wurde der Gleiskörper zwischen Brücke und der Kreuzung Schloßallee mit Mariahilfer Straße / Penzinger Straße in die Fahrbahnmitte verschwenkt und durchgehend zweigleisig.